# Tetrix xinganensis
Tetrix xinganensis är en insektsart som beskrevs av Zheng, Z. 1997. Tetrix xinganensis ingår i släktet Tetrix och familjen torngräshoppor. Inga underarter finns listade i Catalogue of Life.